# Last Days in Vietnam
Những ngày cuối cùng ở Việt Nam (tiếng Anh: Last days in Vietnam) là một bộ phim thuộc thể loại tài liệu - lịch sử do đạo diễn Rory Kennedy thực hiện. Phim lần đầu tiên ra mắt công chúng tại Liên hoan phim Sundance tổ chức vào tháng 1 năm 2014.
Sau khi công chiếu tại Liên hoan phim Sundance, phim được đề cử giải Oscar cho Phim tài liệu xuất sắc nhất tại lễ trao giải Oscar 87, sau đó được chiếu trên kênh truyền hình PBS vào ngày 28 tháng 4 năm 2015.
Với chủ đề Chiến tranh Việt Nam, cốt truyện của bộ phim tái hiện những ngày cuối tháng 4/1975 khi Sài Gòn thất thủ trước sự tấn công của Quân Giải Phóng Miền Nam, chấm dứt 30 năm chiến tranh tại Việt Nam, dưới góc nhìn của những người Mỹ. Phim chứa đựng các hình ảnh và tài liệu lịch sử quý giá giúp khán giả hiểu thêm những điều chưa được biết đến trong ngày cuối cùng của Sài Gòn.

## Tóm tắt
Trong tuần lễ cuối cùng đầy hỗn loạn của chiến tranh Việt Nam, các tiểu đoàn của Quân Giải Phóng Miền Nam ngày một áp sát Đô thành Sài Gòn khiến nhiều người dân miền Nam ủng hộ chế độ Việt Nam Cộng Hoà hoảng sợ và tuyệt vọng tìm mọi cách để cố gắng trốn thoát. Tại đại sứ quán Mỹ, binh lính và các nhà ngoại giao Mỹ đối đầu với những tình huống khó xử tiến thoái lưỡng nan về mặt đạo đức: một là, chấp hành mệnh lệnh của Nhà Trắng chỉ sơ tán công dân Mỹ, hoặc là, đưa theo nhiều hết mức có thể những người dân miền Nam Việt Nam đang cố trốn chạy khỏi Cộng sản. Các sự kiện được kể lại từ những nhân chứng có mặt trực tiếp trong cái ngày cuối cùng đó, trọng tâm là cuộc di tản trong vòng 24 giờ của Mỹ tại Sài Gòn có tên mã là Chiến dịch Gió lốc.
Cuối tháng 4 năm 1975 khi Quân Giải Phóng Miền Nam kiểm soát toàn bộ Sài Gòn, chế độ Việt Nam Cộng hòa sụp đổ, khoảng 130.000 người Việt Nam đã thoát đi trong những ngày cuối cùng. Hàng trăm ngàn người bị bắt vào các trại cải tạo khắp cả nước trong đó có không ít người thiệt mạng vì nhiều lý do khác nhau. Từ 1975 đến 1995, làn sóng vượt biên với gần 2 triệu lượt người ra đi bằng nhiều cách, tìm đường thoát khỏi chế độ cộng sản ở Việt Nam. Một phần ba số đó thiệt mạng bởi những nguy hiểm trong cuộc hành trình khiến thế giới phải sửng sốt, trở thành thảm hoạ nhân đạo lớn nhất trong thập niên 70, 80 của thế kỷ 20. Cơ quan Cao ủy Tị nạn Liên Hợp Quốc được thành lập để thực hiện cứu trợ nhân đạo đối với dòng người vượt biên. Cũng từ đây, danh từ "Boat People - Thuyền nhân" hình thành.
Những người được phỏng vấn bao gồm cả Henry Kissinger, Richard Armitage, Frank Snepp, Stuart Herrington, và Terry McNamara trong số rất nhiều người khác.

## Nhận định
Những ngày cuối cùng ở Việt Nam đã nhận được đánh giá tích cực từ các nhà phê bình. Rob Nelson của tạp chí Variety, cho biết trong bài nhận xét của mình, "Phim tài liệu của Rory Kennedy đã kết hợp được những cảnh phim đáng kinh ngạc của Sài Gòn tháng 4 năm 1975 cùng với hồi ức đầy sống động của những người trong cuộc." Justin Lowe trong bài nhận xét của tờ The Hollywood Reporter khen ngợi bộ phim bằng cách nói, "Một chương hầu như chưa được kể về lịch sử nước Mỹ và nó vẫn còn chua xót vang vọng gần bốn thập kỷ sau đó." Mary Sollosi của Indiewire, lớp làm phim B+ nhận xét: "Trong khi các tài liệu hầu như không phá vỡ bất cứ nền tảng sáng tạo mới nào, nội dung của nó mạnh mẽ tự nói lên tiếng nói của chính nó, bằng cách tiết lộ một chương đau lòng về chiến tranh Việt Nam, cũng là một phần nhức nhối của lịch sử nước Mỹ. "  Dan Schindel trong bài phê bình cho Non-fic nói, " 'Những ngày cuối cùng ở Việt Nam" là một bất ngờ lý thú. Đó là một ví dụ điển hình về cách phim tài liệu có thể thắp sáng những khoảng trống bộ nhớ chia sẻ của chúng tôi, và làm thế nào một tác phẩm phi hư cấu có thể vượt qua được những điều [được hư cấu] kỳ diệu mà Hollywood cung cấp" Sử gia Nick Turse phủ nhận, tuyên bố bộ phim tài liệu này là một sự "giải thích không tự nhiên". Đó là "tất cả những gì về hành động của người Mỹ có ý nghĩa - nhưng không có gì liên quan đến hỏa lực Mỹ đã tàn phá bừa bãi phần lớn đất nước này", theo Turse.